# Nationalstraße 111 (China)
Die chinesische Nationalstraße 111 (chinesisch 111国道, Pinyin 111 Guódào, englisch China National Highway 111), chin. Abk. G111, ist eine 2.123 km lange Fernstraße auf dem Gebiet der regierungsmittelbaren Stadt Peking, dem Autonomen Gebiet Innere Mongolei sowie den Provinzen Hebei, Jilin und Heilongjiang. Sie führt von der Hauptstadt Peking (Beijing) über Fengning, Chifeng, Tongliao, Tuquan, Ulanhot und Zalantun nach Jiagedaqi.